# Robert Post
Robert Øien Fylling (né le 20 mars 1979) , plus connu sous le nom de Robert Post est un chanteur (musicien) norvégien.

## Biographie

### Jeunesse et débuts
Il est né en 1979 dans un tout petit village appelé Langevåg, sur la côte sud-ouest de la Norvège, dans la région appelée Møre Og Romsdal. Le minuscule village Langevåg est situé en face de la ville d'Ålesund (une ville reconstruite à la manière Art Nouveau après un incendie en hiver 1904 qui détruisit toute la ville). C'est un artiste très précoce. Ce qui le fait écrire? Les filles. Sa première chanson, Untouchable, il l'écrit alors qu'il n'a que 8 ans, pour une fille de sa classe. Ensuite, à l'âge de 10 ans, Robert crée son premier groupe appelé Destroyers, une imitation du groupe Kiss. À 15 ans, il fonde un groupe qu'il appelle Sissy Dogfish. Ce groupe durera jusqu'en 2003. Puis Robert a une « petite traversée du désert ». Il multiplie les petits boulots pour financer sa passion: il emballe des œufs, il est facteur, maçon puis chauffeur de taxi dans la ville de Bergen.
En 2004, après de nombreuses années en tant que chanteur et compositeur, il a obtenu l'attention d’un des plus grandes maisons de disque du Monde: La maison de disque Universal. Au festival by:Larm à Bergen, cette même année, il a joué ses deux premiers concerts officiels sous le nom de scène de Robert Post et a attiré un grand public, les salles étaient remplies. Des représentants de l'industrie du disque britannique, qui étaient sur place, ont aimé ce qu'ils ont vu et entendu. Dans les mois qui suivirent, il y avait plusieurs shows à Londres et à Bergen. Ce-ci a finalement abouti à un contrat d'enregistrement avec Mercury Records, Royaume-Uni.

### Le Premier Album (2004-2006)
Le producteur Mike Hedges (The Cure, Travis, Manic Street Preachers) a emprunté le studio de West Side à Londres. Et en décembre 2004 a commencé à travailler sur leur premier album. Les enregistrements ont eu lieu à travers le même bureau de mélange qui a été utilisé pendant l'enregistrement de Dark Side of The Moon de Pink Floyd. Robert a été donné libre cours pour créer juste l'album qu'il souhaitait.
En août 2005 Robert Post a publié son premier album éponyme acclamé par la critique en Norvège et à l'étranger. BBC Radio 2 A- a classé premier le single, "Got None" et l'album était "Le disque de la semaine" sur la station radio le plus connue de Grande-Bretagne. Et plus tard, le single numéro deux, "There’s One Thing" de la phase A. « Got None » a été repris par les stations de radio de plus en plus en France, en Italie et en Norvège. Classé à la 17e place sur 20 dans les Hit Parades des radio britanniques, a un succès massif dans le Hit Parade Norvégien : il reste à la 40e place et est resté sur le dessus pendant 20 semaines. En France, c’était l'une des chansons les plus jouées cette année-là et en janvier 2006, il est monté dans les charts italiens pendant cinq semaines dans d’affilée.
Après une courte tournée aux États-Unis et l'apparition au Sundance Film Festival (de Robert Redford), où Robert a partagé la scène avec Rufus Wainwright, Imogen Heap, Les Weepies, il rentra chez lui, pour la Norvège, et il fut nommé à deux Spellemann-nominasjoner (ndt Grammy Awards norvégien). Il a remporté le prix du meilleur artiste masculin pour son premier album, et de la meilleure vidéo avec la chanson "Got None".

### Les tournées (2005 – 2007)
Pendant dix-huit  mois il part en tournée au Royaume-Uni ; Robert Post y a joué six fois, seul et avec des artistes comme Ray LaMontagne, Jason Mraz, Texas, Natalie Imbruglia et Aimee Mann. Ce dernier a demandé à Robert s'il voulait prolonger la tournée et prendre part à des concerts en France aussi, il se sentait comme un pion dans un jeu d'échecs. En avril 2006 il est retourné à Paris pour son concert où il était en tête d’affiche. À l'automne de cette année il a conclu un voyage de trois semaines en l'Europe qui a marqué, au bout de deux ans, l’aboutissement du premier album de Robert Post : en Norvège, en France, en Italie et au Royaume-Uni il a vendu 60 000 exemplaires.

### Ce Qui suit/ En cours (2007 -?)
En juin 2007, il a commencé à filmer la suite de ses débuts  réussis: il filme alors des enregistrements à Ocean Sound Recordings  (ndt Studio de musique) sur l'île de Giske en dehors d’Ålesund. Robert avait déménagé sa base de Londres jusqu’à chez lui dans le Sunnmøre, à Langevåg. C'est là que tout a commencé, et c'est là qu'il a trouvé la paix pour écrire des chansons pour le nouvel album. Le travail dans le studio a finalement donné des résultats, qui l’ont également conduit à de nouveaux défis dans la vie. L'instrumentation et l'expression était plus organique, dynamique et détaillée, et la bande a été élargie pour inclure davantage de membres. L'un des concerts qui ont été faits avec le nouveau groupe en 2007, était à  garage à Bergen en novembre, où Einar "Angel" Engelstad (Bergens Tidende) a écrit: "Robert Post a ce qu'il faut. Le matériel est excellent. Tant le pop accrocheur et le plus audacieux des chemins, qu’il a entrepris. Varié à la fois musicalement et stylistiquement, et difficile à classer. [...] Robert conserve également des objectifs en vie. En tant que chanteur, guitariste, pianiste et animateur. Difficile à dire la façon dont Robert Post finira. Mais il va certainement apparaître. "

## Influences
- Serge Gainsbourg, en particulier son style polyvalent et sa personnalité atypique.
- Frank Zappa car il a su mélanger l'opéra-rock, l'absurde, l'humour scatologique et son hilarante satire sociale.
- John Lennon pour la profondeur de ses textes.

## Discographie

### Albums
- Robert Post (2005) Mercury Records, #79 UK Album Chart, #12 Norwegian Album Chart
- Disarm & Let Go (2009) Bobfloat Music
- Live at Ocean Sound Recordings (2011) Bobfloat Music
- Rhetoric (2011) Bobfloat Music

### Singles
- Got None (2005) Mercury Records - #42 UK Singles Chart, #13 UK Airplay Chart, #1 Italy Airplay Chart, #5 Norway Airplay Chart
- There's One Thing (2005) Mercury Records
- Message, The Ocean Sessions EP - 5 Titres sorti le 30 avril 2007 sur iTunes et le 14 mai 2007 en Norvège, Bobfloat Music